# Anthony Herbert
Pas d'image ? Cliquez ici

a Compétitions nationales et continentales officielles uniquement.

b Matchs officiels uniquement.
Dernière mise à jour le 4 octobre 2022.
Anthony Gerrard Herbert, né le 13 août 1966 à Brisbane (Queensland), est un ancien joueur de rugby à XV australien qui évoluait au poste de centre. Il fut international et remporta la Coupe du monde de rugby 1991 avec l’équipe d’Australie. Il jouait au sein de l’équipe de province du Queensland.

## Biographie
Anthony Herbert a participé à deux Coupes du monde (1987 et 1991), et à une tournée en France (1989), mais n’a disputé que 10 tests en six ans avec les Wallabies, dont quatre seulement comme titulaire. 
Ce centre, qui jouait parfois ailier ou arrière, marqua son seul essai international contre la Nouvelle-Zélande en 1992, alors qu’il avait été repositionné en position de troisième ligne aile, la tête bandée à la suite d'un choc.
À l’issue de la finale de la Coupe du monde remportée face à l’Angleterre, Herbert surnomma le trophée « Bill », diminutif du prénom de « l’inventeur du rugby » « William » Webb Ellis, qui avait donné son nom la coupe. Le surnom demeura et fut utilisé huit ans plus tard dans le slogan de la fédération australienne pour la Coupe du monde victorieuse des Wallabies au pays de Galles (« Bring Back Bill! »).
En 1995, Anthony Herbert joua une saison pour les South Queensland Crushers, équipe de la Australian Rugby League, le championnat professionnel de rugby à XIII, au poste d’arrière.
Après la fin de sa carrière de joueur, il fut quelque temps sélectionneur et manager des Queensland Reds (2001-2003).
Il est le frère de Daniel Herbert, qui fut lui aussi champion du monde, en 1999. 

## Palmarès
- Vainqueur de la Coupe du monde de rugby 1991 en Angleterre
- 10 sélections  entre 1987 et 1993
- Un essai en test match